# College Park (Maryland)
College Park – miasto w hrabstwie Prince George’s w stanie Maryland w Stanach Zjednoczonych. Według spisu ludności w roku 2000 miasto miało 24 657 mieszkańców. W College Park mieści się University of Maryland, College Park.